# Distritos militares de la Unión Soviética

Distritos militares de la Unión Soviética en 1989:
Distrito militar del Báltico
Distrito militar de Bielorrusia
Distrito militar de los Cárpatos
Distrito militar de Asia Central
Distrito militar del Lejano Oriente
Distrito militar de Kiev
Distrito militar de Leningrado
Distrito militar de Moscú
Distrito militar del Cáucaso Norte
Distrito militar de Odesa
Distrito militar de Siberia
Distrito militar de Transbaikalia
Distrito militar del Cáucaso Sur
Distrito militar del Turquestán
Distrito militar de los Urales
Distrito militar del Volga

En la Unión Soviética, un distrito militar (en ruso: вое́нный о́круг, romanizado: voyenny ókrug, lit. 'ókrug militar') era una asociación territorial de unidades militares, formaciones, escuelas militares y diversos establecimientos administrativos militares locales, conocidos como comisarías militares. Este tipo de división territorial se utilizó en la URSS para una gestión más eficiente de las unidades del ejército, su entrenamiento y otras actividades operativas relacionadas con la preparación para el combate .
Los primeros distritos militares de la URSS comenzaron con la formación de los primeros seis distritos militares (Yaroslav, Moscú, Orlov, Belomorsk, Urales y Privolzhsk) el 31 de marzo de 1918 durante la guerra civil rusa para preparar importantes reservas del ejército para el frente.
La siguiente reforma no tuvo lugar hasta la Nueva Política Económica (NEP) de 1923, que concluyeron en 1929. En ese momento, los distritos militares de la República Soviética de Rusia todavía se ajustaban a las gubérniyas y óblasts del Imperio ruso, con la excepción de las otras repúblicas, cada una de las cuales constituía un distrito militar por derecho propio.
El 17 de mayo de 1935, la división administrativo-militar en el Ejército Rojo cambió radicalmente: en relación con la creciente amenaza de agresión armada contra la URSS, se reconoció que la antigua doctrina de movilización del Ejército Rojo y sus estructuras no eran capaces de hacer frente a las potenciales amenazas militares a la URSS. Y por lo tanto, en lugar de 8 distritos militares y dos ejércitos separados, se crearon 13 distritos militares: Moscú, Leningrado, Bielorrusia, Kiev, Járkov, Cáucaso Norte, Transcaucasia, Asia Central, Volga, Ural, Siberia, Transbaikalia y Lejano Oriente. En casi todos los distritos militares, su composición territorial cambió. Además de la división anterior de los distritos militares en «fronterizos» e «internos», apareció una nueva división en distritos militares «frontales» y «de retaguardia». Se suponía que los distritos fronterizos «frontales» se transformarían en frentes y que los recursos de movilización de los distritos «de retaguardia» los alimentarían con recursos humanos y materiales. Un grupo formado por un distrito militar fronterizo y dos internos comenzó a formar una dirección estratégica.
Durante la invasión soviética de Polonia de 1939, el 17 de septiembre, las tropas de los distritos militares especiales de Kiev y Bielorrusia comenzaron una ofensiva, y se crearon los frentes ucraniano y bielorruso para dirigir las acciones de las tropas. Por orden del Comisario del Pueblo de Defensa de la URSS, Kliment Voroshílov, de 14 de noviembre de 1939, los frentes ucraniano y bielorruso se transformaron nuevamente en distritos militares correspondientes (Especial de Kiev y Especial de Bielorrusia).
A partir del 13 de agosto de 1940, de acuerdo con la orden del Comisariado del Pueblo de Defensa de la URSS, se establecieron tablas de personal uniformes para las direcciones de 16 distritos militares, y en tiempo de guerra, se ordenó a ocho distritos militares desplegar direcciones de frente (es decir, direcciones de frente), y a los ocho distritos militares restantes se les ordenó formar direcciones de ejército. Este plan se llevó a cabo posteriormente con la excepción del Distrito Militar de Odesa, donde se desplegó el mando del 9.º Ejército Separado en lugar del mando de primera línea.

## 1940-1945
Al momento de inicio de la Gran Guerra Patria, la URSS tenía 16 distritos militares y un frente, a saber:
| Distrito militar                      | Territorios | Sede           |
| ------------------------------------- | --- | -------------- |
| Distrito militar de Arcángel          | RSFS de Rusia (Óblast de Arcángel, RASS de Komi y Óblast de Vólogda) | Arcángel       |
| Distrito militar de Leningrado        | RSS Carelo-Finesa y RSFS de Rusia (Óblast de Leningrado y Óblast de Múrmansk) | Leningrado     |
| Distrito militar especial del Báltico | RSS de Estonia, RSS de Letonia y RSS de Lituania | Riga           |
| Distrito militar especial del Oeste   | RSS de Bielorrusia y RSFS de Rusia (Óblast de Smolensk) | Minsk          |
| Distrito militar especial de Kiev     | RSS de Ucrania (Óblast de Chernovtsí, Óblast de Drogóbich, Óblast de Kamianets-Podilski, Óblast de Kiev, Óblast de Leópolis, Óblast de Rovno, Óblast de Stanislav, Óblast de Ternópil, Óblast de Vínnitsa, Óblast de Volinia y Óblast de Zhitómir) | Kiev           |
| Distrito militar de Odesa             | RSS de Moldavia, RSS de Ucrania (Óblast de Dnipropetrovsk, Óblast de Kirovogrado, Óblast de Nikoláyev, Óblast de Odesa y Óblast de Zaporoye) y RSFS de Rusia (RASS de Crimea)                                                                      | Odesa          |
| Distrito militar de Moscú             | RSFS de Rusia (Óblast de Gorki, Óblast de Ivánovo, Óblast de Kalinin, Óblast de Kírov, Óblast de Moscú, Óblast de Riazán, Óblast de Tula y Óblast de Yaroslavl)                                                                                    | Moscú          |
| Distrito militar de Oriol             | RSFS de Rusia (Óblast de Kursk, Óblast de Oriol, Óblast de Tambov y Óblast de Vorónezh) | Oriol          |
| Distrito militar de Járkov            | RSS de Ucrania (Óblast de Chernígov, Óblast de Járkov, Óblast de Poltava, Óblast de Stálino, Óblast de Sumy y Óblast de Voroshílovgrado) | Járkov         |
| Distrito militar del Cáucaso Norte    | RSFS de Rusia (RASS de Chechenia-Ingusetia, RASS de Daguestán, RASS de Kabardia-Balkaria, RASS de Kalmukia, Krai de Krasnodar, Krai de Ordzhonikidze, RASS de Osetia del Norte, Óblast de Rostov y Óblast de Stalingrado)                          | Rostov del Don |
| Distrito militar del Cáucaso Sur      | RSS de Armenia, RSS de Azerbaiyán y RSS de Georgia | Tiflis         |
| Distrito militar del Volga            | RSFS de Rusia (RASS de los Alemanes del Volga, RASS de Baskiria, Óblast de Kúibyshev, RASS de Mari, RASS de Mordovia, Óblast de Penza, Óblast de Sarátov y RASS de Tartaria)                                                                       | Kúibyshev      |
| Distrito militar de los Urales        | RSFS de Rusia (Óblast de Cheliábinsk, RASS de Chuvasia, Krai de Mólotov, Óblast de Sverdlovsk y RASS de Udmurtia) | Sverdlovsk     |
| Distrito militar de Asia Central      | RSS de Kazajistán, RSS de Kirguistán, RSS de Tayikistán, RSS de Turkmenistán y RSS de Uzbekistán | Taskent        |
| Distrito militar de Siberia           | RSFS de Rusia (Krai de Altái, Krai de Krasnoyarsk, Óblast de Novosibirsk y Óblast de Omsk) | Novosibirsk    |
| Distrito militar de Transbaikalia     | RSFS de Rusia (RASS de Buriatia-Mongolia, Óblast de Chitá y Óblast de Irkutsk) | Chitá          |
| Distrito militar del Lejano Oriente   | RSFS de Rusia (Krai de Jabárovsk, Krai de Primorie y RASS de Yakutia) | Jabárovsk      |

En noviembre de 1941 se formaron otros dos frentes adicionales:
| Distrito militar                       | Territorios | Sede        |
| -------------------------------------- | --- | ----------- |
| Distrito militar de Stalingrado        | RSFS de Rusia (Óblast de Astracán, RASS de Kalmukia, Óblast de Rostov y Óblast de Stalingrado) y RSS de Kazajistán (Óblast de Kazajistán Occidental) | Stalingrado |
| Distrito militar de los Urales del Sur | RSFS de Rusia (RASS de Baskiria y Óblast de Chkálov) y RSS de Kazajistán (Óblast de Aktobé y Óblast de Guriev)                                       | Chkálov     |

En 1942, tres distritos fueron desplegados en frentes; Stalingrado, Cáucaso Norte y Cáucaso Sur.
En 1943 se formó el Distrito Militar de la Estepa, que en julio se transformó en el Frente de la Estepa. A medida que se liberaba el territorio ocupado, se aseguraron algunos distritos militares. Además, en 1944 se formó el Distrito militar de Leopólis;
| Distrito militar              | Territorios | Sede     |
| ----------------------------- | --- | -------- |
| Distrito militar de la Estepa | RSFS de Rusia (Óblast de Kursk, Óblast de Rostov, Óblast de Tambov y Óblast de Vorónezh)                          | Vorónezh |
| Distrito militar de Leopólis  | RSS de Ucrania (Óblast de Drogóbich, Óblast de Leópolis, Óblast de Rovno, Óblast de Volinia y Óblast de Zhitómir) | Leópolis |

## 1945-1960
Después del final de la Gran Guerra Patria, el 9 de julio de 1945, el Comisario Popular de Defensa de la URSS emitió la orden N.º 0139; “Sobre la organización de nuevos distritos y el cambio de los límites de los distritos militares existentes”. Según esta, se disolvieron los frentes, se organizaron nuevos distritos militares (grupos de fuerzas) y se cambiaron los límites de los existentes. Entre julio y octubre de 1945, además de los 14 distritos ya existentes, se crearon otros diecinueve distritos y cuatro grupos de tropas. La orden definió los siguientes distritos militares:
| Distrito militar                       | Territorios | Sede           |
| -------------------------------------- | --- | -------------- |
| Distrito militar de Leningrado         | RSS Carelo-Finesa, RSS de Estonia y RSFS de Rusia (Óblast de Leningrado, Óblast de Nóvgorod y Óblast de Pskov) | Leningrado     |
| Distrito militar de Minsk              | RSS de Bielorrusia (Óblast de Minsk, Óblast de Molodechno, Óblast de Moguilev, Óblast de Polatsk y Óblast de Vítebsk) | Minsk          |
| Distrito militar de Baránovichi        | RSS de Bielorrusia (Óblast de Baránovichi, Óblast de Bobruisk, Óblast de Brest, Óblast de Gómel, Óblast de Grodno, Óblast de Pinsk y Óblast de Polesia) | Baránovichi    |
| Distrito militar de Moscú              | RSFS de Rusia (Óblast de Kalinin, Óblast de Moscú, Óblast de Riazán, Óblast de Tula, Óblast de Vladímir y Óblast de Yaroslavl) | Moscú          |
| Distrito militar de Smolensk           | RSFS de Rusia (Óblast de Briansk, Óblast de Kaluga, Óblast de Smolensk y Óblast de Velíkiye Luki) | Smolensk       |
| Distrito militar de Gorki              | RSFS de Rusia (RASS de Chuvasia, Óblast de Gorki, Óblast de Ivánovo y Óblast de Kostromá) | Gorki          |
| Distrito militar del Don               | RSFS de Rusia (Óblast de Astracán, Óblast de Rostov y Óblast de Stalingrado) | Rostov del Don |
| Distrito militar de Stavrópol          | RSFS de Rusia (Óblast de Grozni, RASS de Kabardia, RASS de Osetia del Norte y Krai de Stávropol) | Stávropol      |
| Distrito militar de Kubán              | RSFS de Rusia (Krai de Krasnodar) | Krasnodar      |
| Distrito militar de Tiflis             | RSS de Armenia y RSS de Georgia | Tiflis         |
| Distrito militar de Bakú               | RSS de Azerbaiyán y RSFS de Rusia (RASS de Daguestán) | Bakú           |
| Distrito militar de la Estepa          | RSS de Kazajistán (Óblast de Akmola, Óblast de Alma-Ata, Óblast de Dzhambul, Óblast de Karagandá, Óblast de Kazajistán Meridional, Óblast de Kazajistán Oriental, Óblast de Kazajistán Septentrional, Óblast de Kokshetau, Óblast de Kostanay, Óblast de Kyzylorda, Óblast de Pavlodar, Óblast de Semipalátinsk y Óblast de Taldy-Kurgán) | Alma-Ata       |
| Distrito militar del Turquestán        | RSS de Kirguistán, RSS de Tayikistán, RSS de Turkmenistán y RSS de Uzbekistán | Taskent        |
| Distrito militar de Vorónezh           | RSFS de Rusia (Óblast de Kursk, Óblast de Oriol, Óblast de Tambov y Óblast de Vorónezh) | Vorónezh       |
| Distrito militar de Siberia Occidental | RSFS de Rusia (Krai de Altái, Óblast de Kémerovo, Óblast de Novosibirsk, Óblast de Omsk, Óblast de Tiumén y Óblast de Tomsk) | Novosibirsk    |
| Distrito militar especial del Báltico  | RSS de Letonia y RSS de Lituania | Riga           |
| Distrito militar especial              | RSFS de Rusia (Óblast de Kaliningrado) | Kaliningrado   |
| Distrito militar de los Cárpatos       | RSS de Ucrania (Óblast de Chernovtsí, Óblast de Kamianets-Podilski, Óblast de Stanislav, Óblast de Ternópil, Óblast de Transcarpacia y Óblast de Vínnitsa) | Chernovtsí     |
| Distrito militar de Táurica            | RSS de Ucrania (Óblast de Crimea, Óblast de Jersón y Óblast de Zaporoye) | Simferópol     |
| Distrito militar de Kazán              | RSFS de Rusia (RASS de Chuvasia, Óblast de Kírov, RASS de Mari, RASS de Tartaria y RASS de Udmurtia) | Kazán          |
| Distrito militar de Siberia Oriental   | RSFS de Rusia (Óblast de Irkutsk, Krai de Krasnoyarsk, OA de Tuvá y RASS de Yakutia) | Irkutsk        |
| Distrito militar de Leópolis           | RSS de Ucrania (Óblast de Drogóbich, Óblast de Leópolis, Óblast de Rovno, Óblast de Volinia y Óblast de Zhitómir) | Leópolis       |
| Distrito militar de Kiev               | RSS de Ucrania (Óblast de Chernígov, Óblast de Kiev, Óblast de Kirovogrado, Óblast de Poltava y Óblast de Sumy) | Kiev           |
| Distrito militar de Odesa              | RSS de Moldavia, RSS de Ucrania (Óblast de Izmaíl, Óblast de Nikoláyev y Óblast de Odesa) | Odesa          |
| Distrito militar del Volga             | RSFS de Rusia (Óblast de Kúibyshev, Óblast de Penza, Óblast de Sarátov y Óblast de Uliánovsk) | Kúibyshev      |
| Distrito militar de los Urales         | RSFS de Rusia (Óblast de Cheliábinsk, Óblast de Kurgán, Krai de Mólotov y Óblast de Sverdlovsk) | Sverdlovsk     |
| Distrito militar de los Urales del Sur | RSFS de Rusia (RASS de Baskiria y Óblast de Chkálov) y RSS de Kazajistán (Óblast de Aktobé, Óblast de Guriev y Óblast de Kazajistán Occidental) | Chkálov        |
| Distrito militar de Járkov             | RSS de Ucrania (Óblast de Dnipropetrovsk, Óblast de Járkov, Óblast de Stálino y Óblast de Voroshílovgrado) | Járkov         |
| Distrito militar del Mar Blanco        | RSS Carelo-Finesa y RSFS de Rusia (Óblast de Arcángel, RASS de Komi, Óblast de Múrmansk y Óblast de Vólogda) | Arcángel       |

Después del final de la guerra soviético-japonesa en septiembre de 1945, los frentes del teatro de operaciones militares del Lejano Oriente también se transformaron en los siguientes distritos militares;
| Distrito militar                       | Territorios                                                                                          | Sede       |
| -------------------------------------- | --- | ---------- |
| Distrito militar de Transbaikalia-Amur | RSFS de Rusia (Óblast del Bajo Amur, RASS de Buriatia-Mongolia, Óblast de Chitá y Krai de Jabárovsk) | Jabárovsk  |
| Distrito militar del Lejano Oriente    | RSFS de Rusia (Óblast de Kamchatka y Óblast de Sajalín)                                              | Jabárovsk  |
| Distrito militar de Primorie           | RSFS de Rusia (Krai de Primorie)                                                                     | Voroshílov |

## 1960-1991
La transformación de los frentes en distritos militares se completó el 1 de octubre de 1945. En el período comprendido entre el otoño de 1945 y la década de 1960, tras la desmovilización del país, el número de distritos militares se redujo drásticamente. Dicha cantidad se mantuvo hasta la disolución de la URSS en 1991;
- Distrito militar de Moscú
- Distrito militar de Leningrado
- Distrito militar del Báltico
- Distrito militar de Bielorrusia
- Distrito militar de Kiev
- Distrito militar de los Cárpatos
- Distrito militar de Odesa
- Distrito militar del Cáucaso Norte
- Distrito militar del Cáucaso Sur
- Distrito militar del Volga
- Distrito militar de Asia Central
- Distrito militar del Turquestán
- Distrito militar de los Urales
- Distrito militar de Siberia
- Distrito militar de Transbaikalia
- Distrito militar del Lejano Oriente

Durante el período especificado, el distrito militar incluía: hasta 5 ejércitos (cuerpos) de armas combinadas (tanques) y/o hasta 4 divisiones de fusileros motorizados (tanques) de subordinación distrital.
Con cambios menores, esta estructura existió hasta el colapso de la Unión Soviética en 1991.